# Bardera

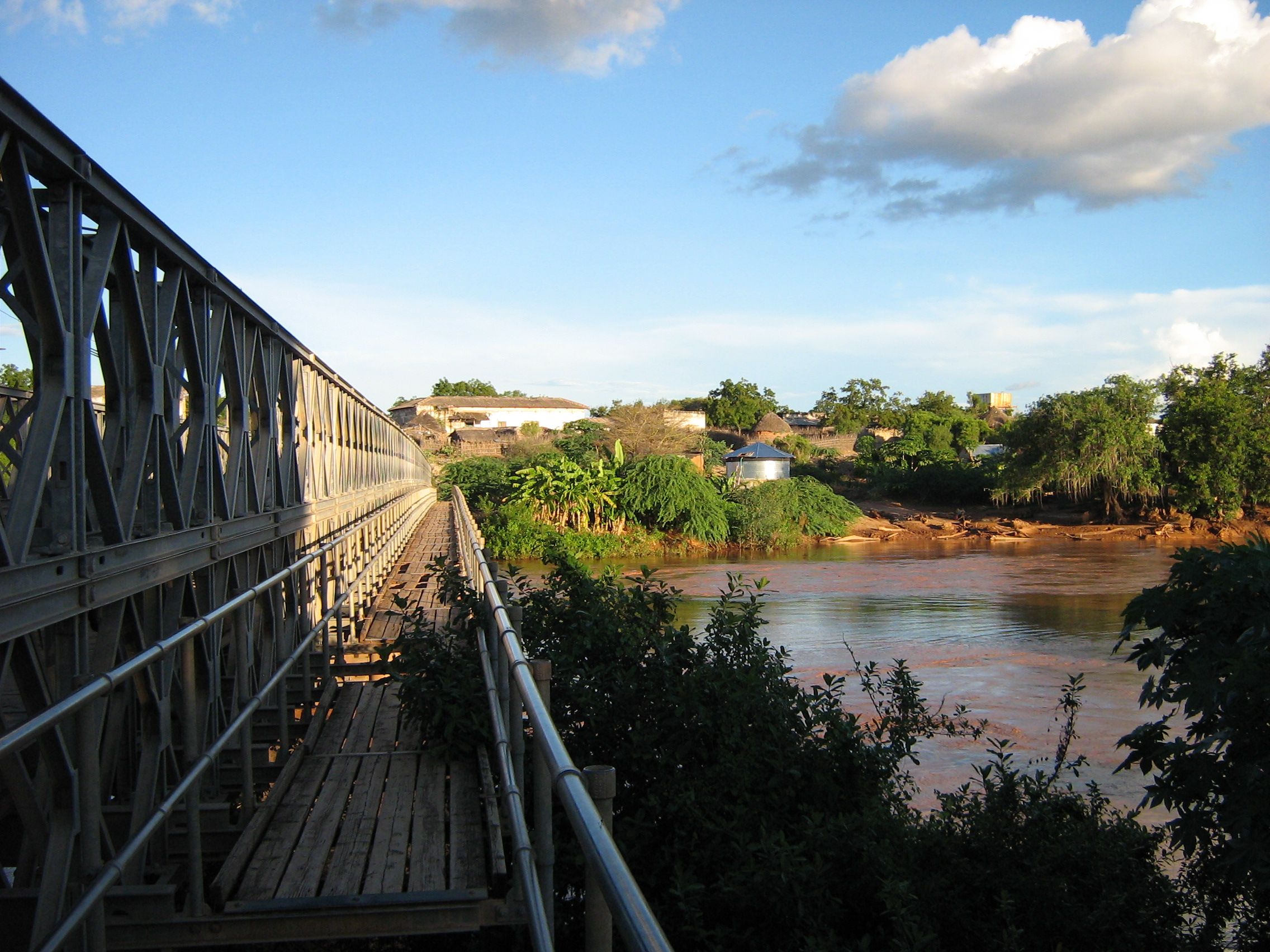
Ponte sobre o rio Juba em Bardera

Bardera (somali:  Baardheere) é uma importante cidade agrícola e acadêmica na região de Gedo, Somália. Bardera está situada as margens do rio Juba.
Bardera é segunda cidade mais importante do vale do Juba, após Kismayo. O nome Baardheere é uma combinação de 2 palavras Baar-dheere, Baar significa palmeira, uma árvore tropical, e dheere significa alta.
Bardera possuia cerca de 20.000 habitantes nos anos 70, estima-se uma população em torno de 106.000 habitantes em 2007.
- Latitude: 2° 21' 0" Norte
- Longitude: 42° 16' 0" Leste
- Altitude: 101 metros